# Banca Intesa
Banca Intesa S.p.A. è stato uno dei principali gruppi bancari italiani e uno dei protagonisti sullo scenario finanziario europeo.

## Storia
Aveva sede legale a Milano e nacque nel 1998 dall'integrazione della Cassa di Risparmio delle Provincie Lombarde (CARIPLO) con il Banco Ambrosiano Veneto (B.A.V., derivante a sua volta dalla fusione tra Banco Ambrosiano e Banca Cattolica del Veneto).
Nel 1999 nel Gruppo Intesa entrò la Banca Commerciale Italiana (COMIT). Con la successiva fusione, avvenuta nel maggio 2001, il gruppo assunse la denominazione di IntesaBci. Nel dicembre 2002 l'assemblea deliberò, con effetto dal 1º gennaio 2003, la modifica della denominazione sociale in Banca Intesa.
Nel 2000 con la conclusione del processo di fusione, per incorporazione, ha acquisito numerose banche regionali, tra le quali la Cassa di Risparmio di Parma e Piacenza, FriulAdria (entrambe cedute a Crédit Agricole dopo la fusione del 2007 per motivi di antitrust), Carisap e Carifol.
Il 24 agosto 2006 venne annunciato un progetto di fusione tra Banca Intesa e Sanpaolo IMI, che il 1º dicembre 2006 venne approvato dalle assemblee degli azionisti delle due banche. Il 1º gennaio 2007 la fusione divenne operativa, facendo così nascere Intesa Sanpaolo, prima banca italiana nonché una delle principali nella zona euro.
Il nuovo gruppo bancario ha sede sociale a Torino ed è amministrato secondo il modello dualistico, sistema di derivazione germanica, introdotto con la riforma del diritto societario del 2003, che vede la compresenza di un consiglio di sorveglianza (che esercita molti poteri tradizionalmente riservati all'assemblea) e di un consiglio di gestione. In Italia, è la prima applicazione di questo modello in una società di grandi dimensioni.

## Ex struttura organizzativa
La società capogruppo "Banca Intesa" operava con una struttura organizzativa composta da cinque aree di business:
- la Divisione Rete seguiva famiglie, piccole e medie imprese ed enti no profit e includeva private banking, wealth management, Intesa Leasing e "Intesa Mediocredito", che si occupava di credito industriale;
- la Divisione Corporate seguiva grandi aziende e istituzioni finanziarie; includeva "M&A", finanza strutturata, merchant banking, capital market ("Banca Caboto"), Mediofactoring, la principale società italiana di factoring, global custody e una rete internazionale specializzata costituita da filiali, uffici di rappresentanza e controllate - come "ZAO Banca Intesa", aperta nel 2003, unica presenza italiana con licenza bancaria in Russia - che svolgevano attività di corporate banking.
- la società controllata Banca Intesa Infrastrutture e Sviluppo (anche nota come BIIS) serviva il settore pubblico-infrastrutturale con ambiti di intervento che spaziavano dal finanziamento delle opere pubbliche alle cartolarizzazioni dei crediti degli enti pubblici, alla finanza di progetto;
- la Divisione Banche Italia seguiva le banche controllate a forte radicamento locale: "Cariparma", "FriulAdria", "Banca di Trento e Bolzano", "Biverbanca" e "Intesa Casse del Centro";
- la Divisione Banche Estero seguiva in particolare le banche controllate e partecipate che svolgevano (e svolgono ancora dopo la fusione) attività di retail e commercial banking nell'Europa centrale e orientale, tra cui: "Privredna Banka Zagreb", seconda maggiore banca della Croazia acquisita da Comit nel 2000, "VUB", seconda maggiore banca della Slovacchia, "Banca Intesa Beograd", seconda maggiore banca della Serbia, "CIB Bank", quarta maggiore banca dell'Ungheria e "KMB Bank", una banca attiva nella Federazione Russa nel segmento delle piccole imprese.

Le attività inerenti ai crediti in sofferenza, compreso il personale relativo, erano state scorporate e conferite in una società poi incorporata dall'Italfondiario del grande gruppo statunitense Fortress.
Ultimo presidente di Banca Intesa è stato Giovanni Bazoli, ultimo amministratore delegato è stato Corrado Passera.

## Banca Intesa Beograd

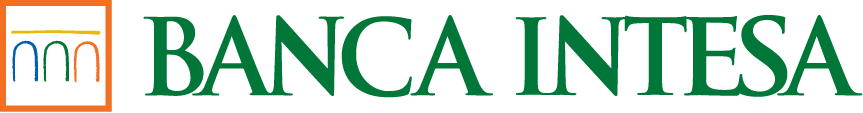
Banca Intesa Beograd

Banca Intesa ad Beograd (in serbo: Банка Интеза АД Београд) è una delle maggiori banche operative in Serbia, posseduta al 90% da Banca Intesa S.p.A.
È stata fondata come Delta Banka nel 1991. Nel febbraio 2005 Banca Intesa ha acquisito il 75% del capitale della banca per 278 milioni di euro. Nell'agosto dello stesso anno la sua partecipazione è stata aumentata al 90%.
A seguito della finalizzazione dell'acquisizione di maggioranza, Delta Banka ha ufficialmente cambiato nome in Banca Intesa Beograd nell'autunno 2005. La banca è quotata alla Borsa di Belgrado (BELEX) dal 2006.

## Il logo
Il marchio di Banca Intesa (oggi incorporato in quello di Intesa Sanpaolo, al centro tra le due parole) rappresenta un acquedotto, una struttura di pietra e d'acqua, segno di solidità, dinamismo e sviluppo. Esso è anche simbolo di solidarietà e intende simboleggiare l'impegno e la responsabilità del gruppo nei confronti della società civile.